# Stambergichthys
Stambergichthys è un genere estinto di pesci ossei appartenente alla classe Actinopterygii, vissuto nel Pennsylvaniano medio (età Moscoviano) del Carbonifero superiore. È noto unicamente dal giacimento lacustre a carbone di Nýřany, nei pressi di Plzeň, in Repubblica Ceca.
Il genere è rappresentato da un’unica specie, Stambergichthys macrodens, descritta a partire da resti mandibolari ben conservati.

## Etimologia
Il nome generico Stambergichthys è un omaggio al paleontologo ceco Stanislav Štamberg per il suo contributo alla ricerca sui pesci attinotterigi permo-carboniferi europei. Il suffisso greco "-ichthys" significa “pesce”.
Il nome specifico macrodens deriva dal greco makrós ("lungo") e dal latino dens ("dente"), in riferimento ai vistosi denti del fossile.

## Descrizione
Stambergichthys macrodens è un grande attinotterigio fossile di dimensioni stimate tra i 60 e 70 cm di lunghezza totale. La diagnosi del genere si basa su una combinazione unica di caratteri morfologici:
- Processo posterodorsale della mandibola ben sviluppato
- Ornamentazione dermica esterna con creste e solchi
- Dentatura composta da un'unica fila di denti grandi, omodonti e conici, con basi bulbose
- Apici dei denti monocuspidati compressi lateralmente e ricurvi medialmente
- Presenza di un bordo tagliente mesiale privo di seghettatura, limitato alla porzione apicale

L'uso di tecniche di micro-tomografia ha rivelato la presenza di un complesso sistema neurovascolare che innerva i denti e la mandibola, indicando un'evoluzione avanzata delle funzioni sensoriali e alimentari. La struttura dentaria suggerisce un'ecologia predatoria.

## Classificazione
Stambergichthys macrodens venne descritto per la prima volta nel 2024, sulla base di un frammento isolato di mandibola rinvenuto nei depositi di carbone lacustre di Nýřany in Repubblica Ceca. La frammentarietà del fossile ha impedito una classificazione approfondita, ma è chiaro che il resto sia ascrivibile agli attinotterigi. 
Evidenti somiglianze si riscontrano con altri attinotterigi predatori di grandi dimensioni del Carbonifero e del Permiano, come Acrolepis, Brachydegma e Brazilichthys, ma le relazioni filogenetiche con questi ultimi non sono chiare.

## Contesto geologico e paleoecologia
I resti sono stati rinvenuti nei depositi di carbone lacustre risalenti a circa 310 milioni di anni fa. L’associazione faunistica include tetrapodi arcaici e un’ittiofauna d’acqua dolce composta da xenacantiformi, acantodi, dipnoi e altri attinotterigi.
A differenza della maggior parte delle specie locali, di piccole dimensioni e endemiche, Stambergichthys rappresenta una forma di grandi dimensioni, probabilmente alloctona, forse trasportata da un sistema fluviale interconnesso con i sedimenti lacustri.

## Significato paleontologico
La scoperta di Stambergichthys amplia la nostra conoscenza sulla diversità degli attinotterigi nel Carbonifero superiore europeo. Dimostra inoltre l'importanza dello studio anche di resti scheletrici incompleti nei famosi giacimenti a vertebrati del Carbonifero.